# 纳芙卡

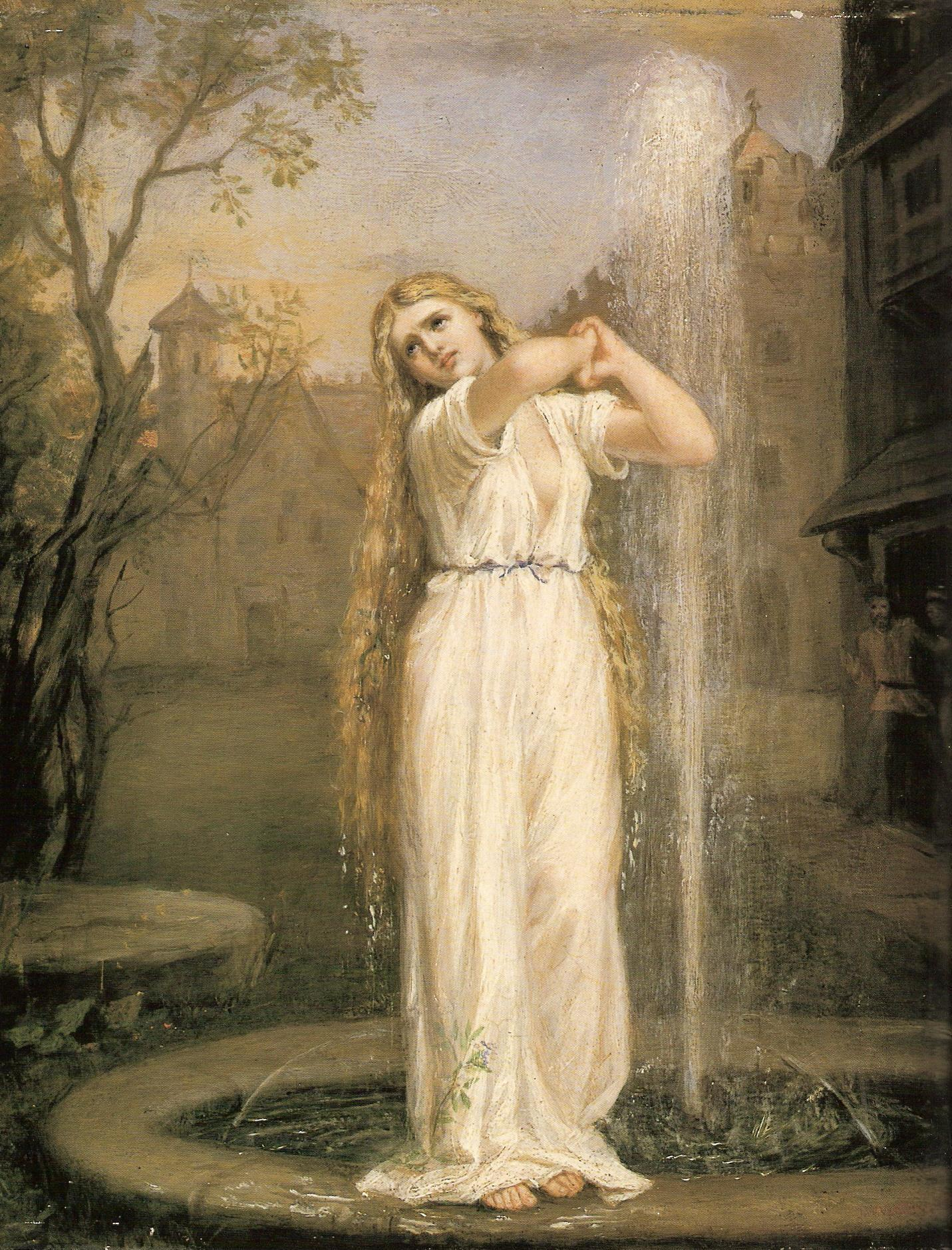
一个玛弗卡的形象，约翰·威廉·沃特豪斯创作.

纳弗卡(Navka) - 东斯拉夫神话中的生物，邪神、美人鱼。波兰语称为“纳维”(Nawie)或“纳乌基”(Nawki) ；在乌克兰称作玛弗卡(Mavka)、纳弗卡、尼娅弗卡(Nyavka)，其它斯拉夫语简称纳弗(Nav')，是一种鬼魂，或冤屈、夭折，尤其是未经洗礼的死婴的灵魂。在波兰斯拉夫神话中，纳维住在被称为纳维阿(Nawia)的地狱中。 
在乌克兰胡楚尔人神话中，玛弗卡是一种长着圆圆的脸庞，长长的亚麻色头发的美人鱼，玛弗卡的名字派生于纳弗(纳芙卡)，意思是“死亡的化身”。玛弗基(Mavky-复数) 没有完整的身躯，在水中没有倒影，不投射影子且没有后背，因此，只能看到它们的正面。
传统观念认为，玛弗卡生活在加利西亚(乌克兰)和喀尔巴阡山树林里。 玛弗卡象征出生时死去或尚未受洗礼就死去孩子的灵魂。他们经常装扮成年轻漂亮载歌载舞的女孩子，以引诱年轻人进入树林，在那里，将他们挠痒致死，然后砍下他们的脑袋。
为拯救亡婴的灵魂，人们必须在三一节扔一条头巾，说一个名字，并添加一句“我给你施洗了”，获救的灵魂便会去天堂。如果亡魂长达七年没到天堂，则该亡婴就会变成一条美人鱼或玛弗卡，并开始在人间作祟。
该词语与哥特语 naus (“死者”)、旧普鲁士语 nowis(“死尸”)和吐火罗语 naut(“殒命”)，均源自原始印欧语 *navus ("尸体")。